# Calosota panamaensis
Calosota panamaensis is een vliesvleugelig insect uit de familie Eupelmidae. De wetenschappelijke naam is voor het eerst geldig gepubliceerd in 2010 door Gibson.